# Griesbach-au-Val
Griesbach-au-Val – miejscowość i gmina we Francji, w regionie Grand Est, w departamencie Górny Ren.
Według danych na rok 1990 gminę zamieszkiwało 587 osób, 124 os./km².